# 烏克賴納 (北達科他州)
烏克賴納（英語：Ukraina）是位於美國北達科他州比靈斯縣的鬼鎮。

## 歷史
烏克賴納的郵局於1912年設立，其後於1931年停運。

## 地理
烏克賴納所處的海拔為高於海平面764米（即2507英呎），而該地所採用的時區為UTC-7，即北美山地时区（MST）。同時該地設有夏令時間，為UTC-7調快一小時，即UTC-6（MDT）。